# Temochloa liliana
Temochloa liliana är en gräsart som beskrevs av John Dransfield. Temochloa liliana ingår i släktet Temochloa och familjen gräs. Inga underarter finns listade i Catalogue of Life.